# Fudbalski Klub Partizan
El  Fudbalski Klub Partizan  (en serbi cirílic: ФК Партизан, també conegut com a Partizan de Belgrad), és un club de futbol serbi amb seu a la ciutat de Belgrad. Forma part del club poliesportiu Partizan, el qual destaca, a més del futbol, pel nivell de les seves seccions professionals de bàsquet, voleibol, handbol i waterpolo.
És juntament amb l'Estrella Roja un dels dos grans clubs de Sèrbia, així com ho era també de l'antiga Iugoslàvia.

## Història
El Partizan va ser fundat el 4 d'octubre de 1945 com a part de l'Associació Iugoslava d'Esports, que canvià el seu nom per Societat Esportiva Partizan en referència als guerrillers que lluitaren contra l'ocupació de les potències de l'Eix durant la Segona Guerra Mundial. Inicialment es formà dins de l'Exèrcit Popular Iugoslau, esdevenint-ne independent als anys 50.
Va arribar a la final de la Copa d'Europa de 1966, que va perdre contra el Reial Madrid per 2 a 1 a l'Estadi Heysel, de Brussel·les, la sisena Copa d'Europa madridista.

## Palmarès
- Lligues nacionals: (24)
  - Lliga iugoslava de futbol: 11
    - 1946/47, 1948/49, 1960/61, 1961/62, 1962/63, 1964/65, 1975/76, 1977/78, 1982/83, 1985/86, 1986/87

  - Lliga serbo-montenegrina de futbol: 8
    - 1992/93, 1993/94, 1995/96, 1996/97, 1998/99, 2001/02, 2002/03, 2004/05

  - Lliga sèrbia de futbol: 5
    - 2007/08, 2008/09, 2009/10, 2010/11, 2011/12
- Copes nacionals: (12)
  - Copa iugoslava de futbol: 5
    - 1946/47, 1952, 1953/54, 1956/57, 1988/89

  - Copa serbo-montenegrina de futbol: 4
    - 1991/92, 1993/94, 1997/98, 2000/01

  - Copa sèrbia de futbol: 3
    - 2007/08, 2008/09, 2010/11
- Altres competicions
  - Copa Mitropa: 1
    - 1978

## Jugadors destacats
| - Stjepan Bobek - Ivan Ćurković - Miloš Milutinović - Velibor Vasović - Momčilo Vukotić - Milutin Šoškić - Branko Zebec - Dragan Ćirić - Budimir Vujačić - Slaviša Jokanović - Mateja Kežman - Ivica Kralj - Predrag Mijatović - Savo Milošević - Albert Nađ | - Igor Duljaj - Ivica Iliev - Saša Ilić - Mladen Krstajić - Adem Ljajić - Matija Nastasić - Ivan Obradović - Zoran Tošić - Zvonimir Vukić | - Cleo - Juca - Stevan Jovetić - Stefan Savić - Simon Vukčević - Taribo West - Prince Tagoe - Moreira - Lamine Diarra |